# БАФТА за најбољи филм

## 1940e
| Категорија             | Филм                        |
| ---------------------- | --------------------------- |
| 1948                   |                             |
| Најбољи филм           | Најбоље године наших живота |
| Најбољи британски филм | Бегунац                     |
| 1949                   |                             |
| Најбољи филм           | Хамлет                      |
| Најбољи британски филм | Пали идол                   |

## 1950e
| Категорија             | Филм                   |
| ---------------------- | ---------------------- |
| 1950                   |                        |
| Најбољи филм           | Крадљивци бицикала     |
| Најбољи британски филм | Трећи човек            |
| 1951                   |                        |
| Најбољи филм           | Све о Еви              |
| Најбољи британски филм | Плава лампа            |
| 1952                   |                        |
| Најбољи филм           | Вртешка                |
| Најбољи британски филм | Банда са Лавандер Хила |
| 1953                   |                        |
| Најбољи филм           | Звучна баријера        |
| Најбољи британски филм | Звучна баријера        |
| 1954                   |                        |
| Најбољи филм           | Забрањене игре         |
| Најбољи британски филм | Џеневив                |
| 1955                   |                        |
| Најбољи филм           | Надница за страх       |
| Најбољи британски филм | Хобсон у неприлици     |
| 1956                   |                        |
| Најбољи филм           | Ричард III             |
| Најбољи британски филм | Ричард III             |
| 1957                   |                        |
| Најбољи филм           | Жервез                 |
| Најбољи британски филм | Додир неба             |
| 1958                   |                        |
| Најбољи филм           | Мост на реци Квај      |
| Најбољи британски филм | Мост на реци Квај      |
| 1959                   |                        |
| Најбољи филм           | Соба на врху           |
| Најбољи британски филм | Соба на врху           |

## 1960e
| Категорија             | Филм                                                                          |
| ---------------------- | ----------------------------------------------------------------------------- |
| 1960                   |                                                                               |
| Најбољи филм           | Бен Хур                                                                       |
| Најбољи британски филм | Сафир                                                                         |
| 1961                   |                                                                               |
| Најбољи филм           | Апартман                                                                      |
| Најбољи британски филм | Суботом увече, недељом ујутру                                                 |
| 1962                   |                                                                               |
| Најбољи филм           | Балада о војнику                                                              |
| Најбољи филм           | Хазардер                                                                      |
| Најбољи британски филм | Укус меда                                                                     |
| 1963                   |                                                                               |
| Најбољи филм           | Лоренс од Арабије                                                             |
| Најбољи британски филм | Лоренс од Арабије                                                             |
| 1964                   |                                                                               |
| Најбољи филм           | Том Џоунс                                                                     |
| Најбољи британски филм | Том Џоунс                                                                     |
| 1965                   |                                                                               |
| Најбољи филм           | Доктор Стрејнџлав или: Како сам научио да престанем да бринем и заволео бомбу |
| Најбољи британски филм | Доктор Стрејнџлав или: Како сам научио да престанем да бринем и заволео бомбу |
| 1966                   |                                                                               |
| Најбољи филм           | Моја лепа госпођице                                                           |
| Најбољи британски филм | Досије чемпрес                                                                |
| 1967                   |                                                                               |
| Најбољи филм           | Ко се боји Вирџиније Вулф?                                                    |
| Најбољи британски филм | Шпијун који је дошао са хладноће                                              |
| 1968                   |                                                                               |
| Најбољи филм           | Човек за сва времена                                                          |
| Најбољи британски филм | Човек за сва времена                                                          |
| 1969                   |                                                                               |
| Најбољи филм           | Дипломац                                                                      |

## 1970e
| Категорија   | Филм                          |
| ------------ | ----------------------------- |
| 1970         |                               |
| Најбољи филм | Поноћни каубој                |
| Најбољи филм | О, какав диван рат            |
| Најбољи филм | Заљубљене жене                |
| Најбољи филм | З                             |
| 1971         |                               |
| Најбољи филм | Буч Касиди и Санденс Кид      |
| Најбољи филм | Кес                           |
| Најбољи филм | Меш                           |
| Најбољи филм | Рајанова кћи                  |
| 1972         |                               |
| Најбољи филм | Крвава недеља                 |
| Најбољи филм | Посредник                     |
| Најбољи филм | Смрт у Венецији               |
| Најбољи филм | Свлачење                      |
| 1973         |                               |
| Најбољи филм | Кабаре                        |
| Најбољи филм | Паклена поморанџа             |
| Најбољи филм | Француска веза                |
| Најбољи филм | Последња биоскопска представа |
| 1974         |                               |
| Најбољи филм | Америчка ноћ                  |
| Најбољи филм | Дискретни шарм буржоазије     |
| Најбољи филм | Дани шакала                   |
| Најбољи филм | Не гледај сада                |
| 1975         |                               |
| Најбољи филм | Лакомб Лисјен                 |
| Најбољи филм | Кинеска четврта               |
| Најбољи филм | Последњи задатак              |
| Најбољи филм | Убиство у Оријент експресу    |
| 1976         |                               |
| Најбољи филм | Алис више не станује овде     |
| Најбољи филм | Бери Линдон                   |
| Најбољи филм | Пасје поподне                 |
| Најбољи филм | Ајкула                        |
| 1977         |                               |
| Најбољи филм | Лет изнад кукавичјег гнезда   |
| Најбољи филм | Сви председникови људи        |
| Најбољи филм | Багзи Малон                   |
| Најбољи филм | Таксиста                      |
| 1978         |                               |
| Најбољи филм | Ени Хол                       |
| Најбољи филм | Недостижни мост               |
| Најбољи филм | ТВ мрежа                      |
| Најбољи филм | Роки                          |
| 1979         |                               |
| Најбољи филм | Џулија                        |
| Најбољи филм | Блиски сусрет треће врсте     |
| Најбољи филм | Поноћни експрес               |
| Најбољи филм | Ратови звезда                 |

## 1980e
| Категорија                                   | Филм                        |
| -------------------------------------------- | --------------------------- |
| 1980                                         |                             |
| Најбољи филм                                 | Менхетн                     |
| Најбољи филм                                 | Апокалипса данас            |
| Најбољи филм                                 | Кинески синдром             |
| Најбољи филм                                 | Ловац на јелене             |
| 1981                                         |                             |
| Најбољи филм                                 | Човек слон                  |
| Најбољи филм                                 | Добро дошли, господине Ченс |
| Најбољи филм                                 | Кагемуша                    |
| Најбољи филм                                 | Крамер против Крамера       |
| 1982                                         |                             |
| Најбољи филм                                 | Ватрене кочије              |
| Најбољи филм                                 | Атлантик Сити               |
| Најбољи филм                                 | Жена француског поручника   |
| Најбољи филм                                 | Грегоријева девојка         |
| Најбољи филм                                 | Отимачи изгубљеног ковчега  |
| 1983                                         |                             |
| Најбољи филм                                 | Ганди                       |
| Најбољи филм                                 | Е. Т. ванземаљац            |
| Најбољи филм                                 | Неастали                    |
| Најбољи филм                                 | На Златном језеру           |
| Најбољи филм ван енглеског говорног подручја | Христ је стао у Еболију     |
| Најбољи филм ван енглеског говорног подручја | Подморница                  |
| Најбољи филм ван енглеског говорног подручја | Дива                        |
| Најбољи филм ван енглеског говорног подручја | Фицкаралдо                  |
| 1984                                         |                             |
| Најбољи филм                                 | Ритино образовање           |
| Најбољи филм                                 | Жега и прашина              |
| Најбољи филм                                 | Локални херој               |
| Најбољи филм                                 | Тутси                       |
| Најбољи филм ван енглеског говорног подручја | Дантон                      |
| Најбољи филм ван енглеског говорног подручја | Фани и Александар           |
| Најбољи филм ван енглеског говорног подручја | Травијата                   |
| Најбољи филм ван енглеског говорног подручја | Коначно, недеља!            |
| 1985                                         |                             |
| Најбољи филм                                 | Поља смрти                  |
| Најбољи филм                                 | Гардеробер                  |
| Најбољи филм                                 | Париз, Тексас               |
| Најбољи филм                                 | Приватна функција           |
| Најбољи филм ван енглеског говорног подручја | Кармен                      |
| Најбољи филм ван енглеског говорног подручја | Повратак Мартина Гере       |
| Најбољи филм ван енглеског говорног подручја | Заљубљени Сван              |
| Најбољи филм ван енглеског говорног подручја | Недеља на селу              |
| 1986                                         |                             |
| Најбољи филм                                 | Пурпурна ружа Каира         |
| Најбољи филм                                 | Амадеус                     |
| Најбољи филм                                 | Повратак у будућност        |
| Најбољи филм                                 | Пут у Индију                |
| Најбољи филм                                 | Сведок                      |
| Најбољи филм ван енглеског говорног подручја | Пуковник Редл               |
| Најбољи филм ван енглеског говорног подручја | Кармен                      |
| Најбољи филм ван енглеског говорног подручја | Дим Сам: Мало срца          |
| Најбољи филм ван енглеског говорног подручја | Метро                       |
| 1987                                         |                             |
| Најбољи филм                                 | Соба са погледом            |
| Најбољи филм                                 | Хана и њене сестре          |
| Најбољи филм                                 | Мисија                      |
| Најбољи филм                                 | Мона Лиза                   |
| Најбољи филм ван енглеског говорног подручја | Ран                         |
| Најбољи филм ван енглеског говорног подручја | Бети Блу                    |
| Најбољи филм ван енглеског говорног подручја | Џинџер и Фред               |
| Најбољи филм ван енглеског говорног подручја | Отело                       |
| 1988                                         |                             |
| Најбољи филм                                 | Жан де Флорет               |
| Најбољи филм                                 | Вапај за слободом           |
| Најбољи филм                                 | Нада и слава                |
| Најбољи филм                                 | Дани радија                 |
| Најбољи филм ван енглеског говорног подручја | Жртвовање                   |
| Најбољи филм ван енглеског говорног подручја | Жан де Флорет               |
| Најбољи филм ван енглеског говорног подручја | Манон од извора             |
| Најбољи филм ван енглеског говорног подручја | Мој пасји живот             |
| 1989                                         |                             |
| Најбољи филм                                 | Последњи кинески цар        |
| Најбољи филм                                 | Довиђења, децо              |
| Најбољи филм                                 | Бабетина гозба              |
| Најбољи филм                                 | Риба звана Ванда            |
| Најбољи филм ван енглеског говорног подручја | Бабетина гозба              |
| Најбољи филм ван енглеског говорног подручја | Довиђења, децо              |
| Најбољи филм ван енглеског говорног подручја | Мрачне очи                  |
| Најбољи филм ван енглеског говорног подручја | Небо над Берлином           |

## 1990e
| Категорија                                   | Филм                           |
| -------------------------------------------- | ------------------------------ |
| 1990                                         |                                |
| Најбољи филм                                 | Друштво мртвих песника         |
| Најбољи филм                                 | Моје лево стопало              |
| Најбољи филм                                 | Ширли Валентајн                |
| Најбољи филм                                 | Кад је Хари срео Сали          |
| Најбољи филм ван енглеског говорног подручја | Живот и ништа друго            |
| Најбољи филм ван енглеског говорног подручја | Пеле освајач                   |
| Најбољи филм ван енглеског говорног подручја | Салам Бомбај                   |
| Најбољи филм ван енглеског говорног подручја | Жена на рубу нервног слома     |
| 1991                                         |                                |
| Најбољи филм                                 | Добри момци                    |
| Најбољи филм                                 | Злочини и преступи             |
| Најбољи филм                                 | Возећи госпођицу Дејзи         |
| Најбољи филм                                 | Згодна жена                    |
| Најбољи филм ван енглеског говорног подручја | Биоскоп Парадизо               |
| Најбољи филм ван енглеског говорног подручја | Исус из Монтреала              |
| Најбољи филм ван енглеског говорног подручја | Милу у мају                    |
| Најбољи филм ван енглеског говорног подручја | Ромул и Жилијет                |
| 1992                                         |                                |
| Најбољи филм                                 | Комитменси                     |
| Најбољи филм                                 | Плес са вуковима               |
| Најбољи филм                                 | Кад јагањци утихну             |
| Најбољи филм                                 | Телма и Луиз                   |
| Најбољи филм ван енглеског говорног подручја | Грозна девојка                 |
| Најбољи филм ван енглеског говорног подручја | Сирано де Бержерак             |
| Најбољи филм ван енглеског говорног подручја | Фризеркин муж                  |
| Најбољи филм ван енглеског говорног подручја | Херој Тото                     |
| 1993                                         |                                |
| Најбољи филм                                 | Хауардов крај                  |
| Најбољи филм                                 | Игра плакања                   |
| Најбољи филм                                 | Играч                          |
| Најбољи филм                                 | Плесом до љубави               |
| Најбољи филм                                 | Неопростиво                    |
| Најбољи филм ван енглеског говорног подручја | Подигни црвени фењер           |
| Најбољи филм ван енглеског говорног подручја | Љубавници на мосту             |
| Најбољи филм ван енглеског говорног подручја | Деликатесна радња              |
| Најбољи филм ван енглеског говорног подручја | Европа Европа                  |
| Најбољи британски филм                       | Игра плакања                   |
| 1994                                         |                                |
| Најбољи филм                                 | Шиндлерова листа               |
| Најбољи филм                                 | Клавир                         |
| Најбољи филм                                 | Остаци дана                    |
| Најбољи филм                                 | Земља сенки                    |
| Најбољи филм ван енглеског говорног подручја | Збогом, моја конкубино         |
| Најбољи филм ван енглеског говорног подручја | Срце зими                      |
| Најбољи филм ван енглеског говорног подручја | Као вода за чоколаду           |
| Најбољи филм ван енглеског говорног подручја | Индокина                       |
| Најбољи британски филм                       | Земља сенки                    |
| Најбољи британски филм                       | Том и Вив                      |
| Најбољи британски филм                       | Голи                           |
| Најбољи британски филм                       | Кишно камење                   |
| 1995                                         |                                |
| Најбољи филм                                 | Четири венчања и сахрана       |
| Најбољи филм                                 | Форест Гамп                    |
| Најбољи филм                                 | Петпарачке приче               |
| Најбољи филм                                 | Квиз                           |
| Најбољи филм ван енглеског говорног подручја | Живети                         |
| Најбољи филм ван енглеског говорног подручја | Три боје - Црвена              |
| Најбољи филм ван енглеског говорног подручја | Клопа пиће човек жена          |
| Најбољи британски филм                       | Мало убиство међу пријатељима  |
| Најбољи британски филм                       | Истина о Битлсима              |
| Најбољи британски филм                       | Баџи на плажи                  |
| Најбољи британски филм                       | Свештеник                      |
| 1996                                         |                                |
| Најбољи филм                                 | Разум и осећајност             |
| Најбољи филм                                 | Дежурни кривци                 |
| Најбољи филм                                 | Бејб                           |
| Најбољи филм                                 | Лудило краља Џорџа             |
| Најбољи филм ван енглеског говорног подручја | Поштар                         |
| Најбољи филм ван енглеског говорног подручја | Јадници                        |
| Најбољи филм ван енглеског говорног подручја | Краљица Марго                  |
| Најбољи филм ван енглеског говорног подручја | Узврело сунце                  |
| Најбољи британски филм                       | Лудило краља Џорџа             |
| Најбољи британски филм                       | Карингтонова                   |
| Најбољи британски филм                       | Трејнспотинг                   |
| Најбољи британски филм                       | За земљу и слободу             |
| 1997                                         |                                |
| Најбољи филм                                 | Енглески пацијент              |
| Најбољи филм                                 | Фарго                          |
| Најбољи филм                                 | Тајне и лажи                   |
| Најбољи филм                                 | Сјај                           |
| Најбољи филм ван енглеског говорног подручја | Ругло                          |
| Најбољи филм ван енглеског говорног подручја | Антонија                       |
| Најбољи филм ван енглеског говорног подручја | Коља                           |
| Најбољи филм ван енглеског говорног подручја | Нели и господин Арно           |
| Најбољи британски филм                       | Тајне и лажи                   |
| Најбољи британски филм                       | Ричард Трећи                   |
| Најбољи британски филм                       | Оркестар                       |
| Најбољи британски филм                       | Карлина песма                  |
| 1998                                         |                                |
| Најбољи филм                                 | До голе коже                   |
| Најбољи филм                                 | Поверљиво из Л. А.             |
| Најбољи филм                                 | Њено величанство госпођа Браун |
| Најбољи филм                                 | Титаник                        |
| Најбољи филм ван енглеског говорног подручја | Апартман                       |
| Најбољи филм ван енглеског говорног подручја | Луси Обрак                     |
| Најбољи филм ван енглеског говорног подручја | Мој живот у ружичастом         |
| Најбољи филм ван енглеског говорног подручја | Часови танга                   |
| Најбољи британски филм                       | Nil by Mouth                   |
| Најбољи британски филм                       | До голе коже                   |
| Најбољи британски филм                       | Њено величанство госпођа Браун |
| Најбољи британски филм                       | Регенерација                   |
| Најбољи британски филм                       | Позајмљивачи                   |
| Најбољи британски филм                       | 24 7: Двадесет четири седам    |
| 1999                                         |                                |
| Најбољи филм                                 | Заљубљени Шекспир              |
| Најбољи филм                                 | Елизабета                      |
| Најбољи филм                                 | Спасавање редова Рајана        |
| Најбољи филм                                 | Труманов шоу                   |
| Најбољи филм ван енглеског говорног подручја | Централна станица Бразила      |
| Најбољи филм ван енглеског говорног подручја | Живот је леп                   |
| Најбољи филм ван енглеског говорног подручја | Лаградова освета               |
| Најбољи филм ван енглеског говорног подручја | Живо месо                      |
| Најбољи британски филм                       | Елизабета                      |
| Најбољи британски филм                       | Хилари и Џеки                  |
| Најбољи британски филм                       | Мали глас                      |
| Најбољи британски филм                       | Две чађаве двоцевке            |
| Најбољи британски филм                       | Волим, не волим                |

## 2000е
| 2000                                         |                                        |
| Најбољи филм                                 | Америчка лепота                        |
| Најбољи филм                                 | Исток је источно                       |
| Најбољи филм                                 | Крај једне љубавне приче               |
| Најбољи филм                                 | Шесто чуло                             |
| Најбољи филм                                 | Талентовани господин Рипли             |
| Најбољи филм ван енглеског говорног подручја | Све о мојој мајци                      |
| Најбољи филм ван енглеског говорног подручја | Друштвени клуб Буена Виста             |
| Најбољи филм ван енглеског говорног подручја | Прослава                               |
| Најбољи филм ван енглеског говорног подручја | Трчи Лола, трчи                        |
| Најбољи британски филм                       | Исток је источно                       |
| Најбољи британски филм                       | Ја у љубав верујем                     |
| Најбољи британски филм                       | Наопачке                               |
| Најбољи британски филм                       | Земља чуда                             |
| Најбољи британски филм                       | Хватач пацова                          |
| Најбољи британски филм                       | Оњегин                                 |
| 2001                                         |                                        |
| Најбољи филм                                 | Гладијатор                             |
| Најбољи филм                                 | Корак до славе                         |
| Најбољи филм                                 | Били Елиот                             |
| Најбољи филм                                 | Ерин Брокович                          |
| Најбољи филм                                 | Притајени тигар, скривени змај         |
| Најбољи филм ван енглеског говорног подручја | Притајени тигар, скривени змај         |
| Најбољи филм ван енглеског говорног подручја | Девојка на мосту                       |
| Најбољи филм ван енглеског говорног подручја | Хари, пријатељ који вам жели добро     |
| Најбољи филм ван енглеског говорног подручја | Расположени за љубав                   |
| Најбољи филм ван енглеског говорног подручја | Малена                                 |
| Најбољи британски филм                       | Били Елиот                             |
| Најбољи британски филм                       | Кокошке у бекству                      |
| Најбољи британски филм                       | Секси звер                             |
| Најбољи британски филм                       | Последње уточиште                      |
| Најбољи британски филм                       | Кућа среће                             |
| 2002                                         |                                        |
| Најбољи филм                                 | Господар прстенова: Дружина прстена    |
| Најбољи филм                                 | Блистави ум                            |
| Најбољи филм                                 | Чудесна судбина Амелије Пулен          |
| Најбољи филм                                 | Мулен руж!                             |
| Најбољи филм                                 | Шрек                                   |
| Најбољи филм ван енглеског говорног подручја | Пасји живот                            |
| Најбољи филм ван енглеског говорног подручја | Чудесна судбина Амелије Пулен          |
| Најбољи филм ван енглеског говорног подручја | Поглед иза сунца                       |
| Најбољи филм ван енглеског говорног подручја | Монсунска свадба                       |
| Најбољи филм ван енглеског говорног подручја | Професорка клавира                     |
| Најбољи британски филм                       | Госфорд Парк                           |
| Најбољи британски филм                       | Дневник Бриџит Џоунс                   |
| Најбољи британски филм                       | Хари Потер и Камен мудрости            |
| Најбољи британски филм                       | Ајрис                                  |
| Најбољи британски филм                       | Ја без тебе                            |
| 2003                                         |                                        |
| Најбољи филм                                 | Пијаниста                              |
| Најбољи филм                                 | Чикаго                                 |
| Најбољи филм                                 | Банде Њујорка                          |
| Најбољи филм                                 | Сати                                   |
| Најбољи филм                                 | Господар прстенова: Две куле           |
| Најбољи филм ван енглеског говорног подручја | Причај са њом                          |
| Најбољи филм ван енглеског говорног подручја | И ја теби кеву                         |
| Најбољи филм ван енглеског говорног подручја | Божји град                             |
| Најбољи филм ван енглеског говорног подручја | Девдас                                 |
| Најбољи филм ван енглеског говорног подручја | Ратник                                 |
| Најбољи британски филм                       | Ратник                                 |
| Најбољи британски филм                       | Сати                                   |
| Најбољи британски филм                       | Слатке покварене ствари                |
| Најбољи британски филм                       | Играј као Бекам                        |
| Најбољи британски филм                       | Сестре Магдалене                       |
| 2004                                         |                                        |
| Најбољи филм                                 | Господар прстенова: Повратак краља     |
| Најбољи филм                                 | Крупна риба                            |
| Најбољи филм                                 | Хладна планина                         |
| Најбољи филм                                 | Изгубљени у преводу                    |
| Најбољи филм                                 | Господар и војсковођа                  |
| Најбољи филм ван енглеског говорног подручја | У овом свету                           |
| Најбољи филм ван енглеског говорног подручја | Инвазија варвара                       |
| Најбољи филм ван енглеског говорног подручја | Белвил Рандеву                         |
| Најбољи филм ван енглеског говорног подручја | Бити и имати                           |
| Најбољи филм ван енглеског говорног подручја | Збогом, Лењине!                        |
| Најбољи филм ван енглеског говорног подручја | Зачарани град                          |
| Најбољи британски филм                       | Додир празнине                         |
| Најбољи британски филм                       | Хладна планина                         |
| Најбољи британски филм                       | Девојка са бисерном минђушом           |
| Најбољи британски филм                       | У ствари љубав                         |
| Најбољи британски филм                       | У овом свету                           |
| 2005                                         |                                        |
| Најбољи филм                                 | Авијатичар                             |
| Најбољи филм                                 | Дневник мотоциклисте                   |
| Најбољи филм                                 | Вечни сјај беспрекорног ума            |
| Најбољи филм                                 | У потрази за Недођијом                 |
| Најбољи филм                                 | Вера Дрејк                             |
| Најбољи филм ван енглеског говорног подручја | Дневник мотоциклисте                   |
| Најбољи филм ван енглеског говорног подручја | Хористи                                |
| Најбољи филм ван енглеског говорног подручја | Веридба је дуго трајала                |
| Најбољи филм ван енглеског говорног подручја | Лоше васпитање                         |
| Најбољи филм ван енглеског говорног подручја | Кућа летећих бодежа                    |
| Најбољи британски филм                       | Моје лето љубави                       |
| Најбољи британски филм                       | Вера Дрејк                             |
| Најбољи британски филм                       | Хари Потер и затвореник из Аскабана    |
| Најбољи британски филм                       | Шон живих мртваца                      |
| Најбољи британски филм                       | Покојникове ципеле                     |
| 2006                                         |                                        |
| Најбољи филм                                 | Планина Броукбек                       |
| Најбољи филм                                 | Капоте                                 |
| Најбољи филм                                 | Брижни баштован                        |
| Најбољи филм                                 | Фатална несрећа                        |
| Најбољи филм                                 | Лаку ноћ и срећно                      |
| Најбољи филм ван енглеског говорног подручја | Откуцај којег је моје срце прескочило  |
| Најбољи филм ван енглеског говорног подручја | Велико путовање                        |
| Најбољи филм ван енглеског говорног подручја | Срећан Божић                           |
| Најбољи филм ван енглеског говорног подручја | Кунг фу фрка                           |
| Најбољи филм ван енглеског говорног подручја | Гангстер                               |
| Најбољи британски филм                       | Валас и Громит и проклетство зекодлака |
| Најбољи британски филм                       | Брижни баштован                        |
| Најбољи британски филм                       | Гордост и предрасуде                   |
| Најбољи британски филм                       | Тристрам Шенди: Невероватна прича      |
| Најбољи британски филм                       | Фестивал                               |
| 2007                                         |                                        |
| Најбољи филм                                 | Краљица                                |
| Најбољи филм                                 | Вавилон                                |
| Најбољи филм                                 | Двострука игра                         |
| Најбољи филм                                 | Последњи краљ Шкотксе                  |
| Најбољи филм                                 | Мала мис Саншајн                       |
| Најбољи филм ван енглеског говорног подручја | Панов лавиринт                         |
| Најбољи филм ван енглеског говорног подручја | Апокалипто                             |
| Најбољи филм ван енглеског говорног подручја | Црна књига                             |
| Најбољи филм ван енглеског говорног подручја | Обоји га у жуто                        |
| Најбољи филм ван енглеског говорног подручја | Врати се                               |
| Најбољи британски филм                       | Последњи краљ Шкотске                  |
| Најбољи британски филм                       | Краљица                                |
| Најбољи британски филм                       | Казино Ројал                           |
| Најбољи британски филм                       | Лет 93                                 |
| Најбољи британски филм                       | Белешке о скандалу                     |
| 2008                                         |                                        |
| Најбољи филм                                 | Покајање                               |
| Најбољи филм                                 | Амерички гангстер                      |
| Најбољи филм                                 | Животи других                          |
| Најбољи филм                                 | Нема земље за старце                   |
| Најбољи филм                                 | Биће крви                              |
| Најбољи филм ван енглеског говорног подручја | Животи других                          |
| Најбољи филм ван енглеског говорног подручја | Ронилачко звоно и лептир               |
| Најбољи филм ван енглеског говорног подручја | Ловац на змајеве                       |
| Најбољи филм ван енглеског говорног подручја | Живот у ружичастом                     |
| Најбољи филм ван енглеског говорног подручја | Пожуда, опрез                          |
| Најбољи британски филм                       | Ово је Енглеска                        |
| Најбољи британски филм                       | Покајање                               |
| Најбољи британски филм                       | Борнов ултиматум                       |
| Најбољи британски филм                       | Контрола                               |
| Најбољи британски филм                       | Заклетва                               |
| 2009                                         |                                        |
| Најбољи филм                                 | Милионер са улице                      |
| Најбољи филм                                 | Необични случај Бенџамина Батона       |
| Најбољи филм                                 | Фрост/Никсон                           |
| Најбољи филм                                 | Милк                                   |
| Најбољи филм                                 | Читач                                  |
| Најбољи филм ван енглеског говорног подручја | Волела сам те толико дуго              |
| Најбољи филм ван енглеског говорног подручја | Комплекс Бадер Мајнхоф                 |
| Најбољи филм ван енглеског говорног подручја | Гомора                                 |
| Најбољи филм ван енглеског говорног подручја | Персепољ                               |
| Најбољи филм ван енглеског говорног подручја | Валцер са Баширом                      |
| Најбољи британски филм                       | Човек на жици                          |
| Најбољи британски филм                       | Глад                                   |
| Најбољи британски филм                       | У Брижу                                |
| Најбољи британски филм                       | Мама мија!                             |
| Најбољи британски филм                       | Милионер са улице                      |

## 2010е
| 2010                                         |                                       |
| Најбољи филм                                 | Катанац за бол                        |
| Најбољи филм                                 | Аватар                                |
| Најбољи филм                                 | Образовање                            |
| Најбољи филм                                 | Драгоцена                             |
| Најбољи филм                                 | У ваздуху                             |
| Најбољи филм ван енглеског говорног подручја | Пророк                                |
| Најбољи филм ван енглеског говорног подручја | Прекинути загрљаји                    |
| Најбољи филм ван енглеског говорног подручја | Коко пре Шанел                        |
| Најбољи филм ван енглеског говорног подручја | Отвори врата правом                   |
| Најбољи филм ван енглеског говорног подручја | Бела трака                            |
| Најбољи британски филм                       | Акваријум                             |
| Најбољи британски филм                       | Образовање                            |
| Најбољи британски филм                       | Врзино коло                           |
| Најбољи британски филм                       | Месец                                 |
| Најбољи британски филм                       | Џон Ленон: Момак ниоткуда             |
| 2011                                         |                                       |
| Најбољи филм                                 | Краљев говор                          |
| Најбољи филм                                 | Црни лабуд                            |
| Најбољи филм                                 | Почетак                               |
| Најбољи филм                                 | Друштвена мрежа                       |
| Најбољи филм                                 | Човек звани храброст                  |
| Најбољи филм ван енглеског говорног подручја | Девојка са тетоважом змаја            |
| Најбољи филм ван енглеског говорног подручја | Прелепо                               |
| Најбољи филм ван енглеског говорног подручја | Зовем се љубав                        |
| Најбољи филм ван енглеског говорног подручја | О боговима и људима                   |
| Најбољи филм ван енглеског говорног подручја | Тајна у њиховим очима                 |
| Најбољи британски филм                       | Краљев говор                          |
| Најбољи британски филм                       | 127 сати                              |
| Најбољи британски филм                       | Још једна година                      |
| Најбољи британски филм                       | Четири лава                           |
| Најбољи британски филм                       | Произведено у Дагенхаму               |
| 2012                                         |                                       |
| Најбољи филм                                 | Уметник                               |
| Најбољи филм                                 | Потомци                               |
| Најбољи филм                                 | Возач                                 |
| Најбољи филм                                 | Служавке                              |
| Најбољи филм                                 | Крпар, кројач, солдат, шпијун         |
| Најбољи филм ван енглеског говорног подручја | Кожа у којој живим                    |
| Најбољи филм ван енглеског говорног подручја | Згаришта                              |
| Најбољи филм ван енглеског говорног подручја | Пина                                  |
| Најбољи филм ван енглеског говорног подручја | Жена за украс                         |
| Најбољи филм ван енглеског говорног подручја | Развод                                |
| Најбољи британски филм                       | Крпар, кројач, солдат, шпијун         |
| Најбољи британски филм                       | Моја недеља са Мерилин                |
| Најбољи британски филм                       | Сена                                  |
| Најбољи британски филм                       | Срам                                  |
| Најбољи британски филм                       | Морамо да разговарамо о Кевину        |
| 2013                                         |                                       |
| Најбољи филм                                 | Арго                                  |
| Најбољи филм                                 | Јадници                               |
| Најбољи филм                                 | Пијев живот                           |
| Најбољи филм                                 | Линколн                               |
| Најбољи филм                                 | 00:30 – Тајна операција               |
| Најбољи филм ван енглеског говорног подручја | Љубав                                 |
| Најбољи филм ван енглеског говорног подручја | Ловци на главе                        |
| Најбољи филм ван енглеског говорног подручја | Лов                                   |
| Најбољи филм ван енглеског говорног подручја | Рђа и кост                            |
| Најбољи филм ван енглеског говорног подручја | Недодирљиви                           |
| Најбољи британски филм                       | Скајфол                               |
| Најбољи британски филм                       | Ана Карењина                          |
| Најбољи британски филм                       | Егзотични хотел Мериголд              |
| Најбољи британски филм                       | Јадници                               |
| Најбољи британски филм                       | Седам психопата                       |
| 2014                                         |                                       |
| Најбољи филм                                 | Дванаест година ропства               |
| Најбољи филм                                 | Америчка превара                      |
| Најбољи филм                                 | Капетан Филипс                        |
| Најбољи филм                                 | Гравитација                           |
| Најбољи филм                                 | Филомина                              |
| Најбољи филм ван енглеског говорног подручја | Велика лепота                         |
| Најбољи филм ван енглеског говорног подручја | Чин убијања                           |
| Најбољи филм ван енглеског говорног подручја | Плаво је најтоплија боја              |
| Најбољи филм ван енглеског говорног подручја | Метро Манила                          |
| Најбољи филм ван енглеског говорног подручја | Вађда                                 |
| Најбољи британски филм                       | Гравитација                           |
| Најбољи британски филм                       | Мандела: Дуг пут до слободе           |
| Најбољи британски филм                       | Филомина                              |
| Најбољи британски филм                       | Трка живота                           |
| Најбољи британски филм                       | Спасавање господина Банкса            |
| Најбољи британски филм                       | Себични џин                           |
| 2015                                         |                                       |
| Најбољи филм                                 | Одрастање                             |
| Најбољи филм                                 | Гранд Будапест хотел                  |
| Најбољи филм                                 | Игра кодова                           |
| Најбољи филм                                 | Теорија свега                         |
| Најбољи филм                                 | Човек-птица                           |
| Најбољи филм ван енглеског говорног подручја | Ида                                   |
| Најбољи филм ван енглеског говорног подручја | Погрешна достава                      |
| Најбољи филм ван енглеског говорног подручја | Два дана, једна ноћ                   |
| Најбољи филм ван енглеског говорног подручја | Левијатан                             |
| Најбољи филм ван енглеског говорног подручја | Сметлиште                             |
| Најбољи британски филм                       | Теорија свега                         |
| Најбољи британски филм                       | ’71                                   |
| Најбољи британски филм                       | Под кожом                             |
| Најбољи британски филм                       | Понос                                 |
| Најбољи британски филм                       | Игра кодова                           |
| Најбољи британски филм                       | Меда Педингтон                        |
| 2016                                         |                                       |
| Најбољи филм                                 | Повратник                             |
| Најбољи филм                                 | Под лупом                             |
| Најбољи филм                                 | Опклада века                          |
| Најбољи филм                                 | Мост шпијуна                          |
| Најбољи филм                                 | Керол                                 |
| Најбољи филм ван енглеског говорног подручја | Дивље приче                           |
| Најбољи филм ван енглеског говорног подручја | Вук                                   |
| Најбољи филм ван енглеског говорног подручја | Туриста                               |
| Најбољи филм ван енглеског говорног подручја | Тимбукту                              |
| Најбољи филм ван енглеског говорног подручја | Убица                                 |
| Најбољи британски филм                       | Бруклин                               |
| Најбољи британски филм                       | Данкиња                               |
| Најбољи британски филм                       | Екс махина                            |
| Најбољи британски филм                       | Ејми                                  |
| Најбољи британски филм                       | 45 година                             |
| 2017                                         |                                       |
| Најбољи филм                                 | Ла ла ленд                            |
| Најбољи филм                                 | Долазак                               |
| Најбољи филм                                 | Ја, Данијел Блејк                     |
| Најбољи филм                                 | Манчестер на Мору                     |
| Најбољи филм                                 | Месечина                              |
| Најбољи филм ван енглеског говорног подручја | Шаулов син                            |
| Најбољи филм ван енглеског говорног подручја | Дипан                                 |
| Најбољи филм ван енглеског говорног подручја | Хулијета                              |
| Најбољи филм ван енглеског говорног подручја | Мустанг                               |
| Најбољи филм ван енглеског говорног подручја | Тони Ердман                           |
| Најбољи британски филм                       | Ја, Данијел Блејк                     |
| Најбољи британски филм                       | Америчка драга                        |
| Најбољи британски филм                       | Порицање                              |
| Најбољи британски филм                       | Фантастичне звери и где их наћи       |
| Најбољи британски филм                       | Белешке о слепилу                     |
| Најбољи британски филм                       | Под сенком                            |
| 2018                                         |                                       |
| Најбољи филм                                 | Три билборда испред Ебинга у Мисурију |
| Најбољи филм                                 | Скривена љубав                        |
| Најбољи филм                                 | Најмрачнији час                       |
| Најбољи филм                                 | Денкерк                               |
| Најбољи филм                                 | Облик воде                            |
| Најбољи филм ван енглеског говорног подручја | Слушкиња                              |
| Најбољи филм ван енглеског говорног подручја | Она                                   |
| Најбољи филм ван енглеског говорног подручја | Прво су убили мог оца                 |
| Најбољи филм ван енглеског говорног подручја | Без љубави                            |
| Најбољи филм ван енглеског говорног подручја | Трговачки путник                      |
| Најбољи британски филм                       | Три билборда испред Ебинга у Мисурију |
| Најбољи британски филм                       | Најмрачнији час                       |
| Најбољи британски филм                       | Стаљинова смрт                        |
| Најбољи британски филм                       | Божија земља                          |
| Најбољи британски филм                       | Леди Магбет                           |
| Најбољи британски филм                       | Меда Педингтон 2                      |
| 2019                                         |                                       |
| Најбољи филм                                 | Рома                                  |
| Најбољи филм                                 | Црни члан КККлана                     |
| Најбољи филм                                 | Миљеница                              |
| Најбољи филм                                 | Зелена књига                          |
| Најбољи филм                                 | Звезда је рођена                      |
| Најбољи филм ван енглеског говорног подручја | Рома                                  |
| Најбољи филм ван енглеског говорног подручја | Капернаум                             |
| Најбољи филм ван енглеског говорног подручја | Хладни рат                            |
| Најбољи филм ван енглеског говорног подручја |                                       |
| Најбољи филм ван енглеског говорног подручја |                                       |
| Најбољи британски филм                       | Миљеница                              |
| Најбољи британски филм                       |                                       |
| Најбољи британски филм                       | Боемска рапсодија                     |
| Најбољи британски филм                       |                                       |
| Најбољи британски филм                       |                                       |
| Најбољи британски филм                       |                                       |

## 2020е
| 2020                                         |                                |
| Најбољи филм                                 | 1917                           |
| Најбољи филм                                 | Ирац                           |
| Најбољи филм                                 | Џокер                          |
| Најбољи филм                                 | Било једном у Холивуду         |
| Најбољи филм                                 | Паразит                        |
| Најбољи филм ван енглеског говорног подручја | Паразит                        |
| Најбољи филм ван енглеског говорног подручја | Опроштај                       |
| Најбољи филм ван енглеског говорног подручја | За Саму                        |
| Најбољи филм ван енглеског говорног подручја | Бол и слава                    |
| Најбољи филм ван енглеског говорног подручја | Портрет даме у ватри           |
| Најбољи британски филм                       | 1917                           |
| Најбољи британски филм                       | Мамац                          |
| Најбољи британски филм                       | Рокетман                       |
| Најбољи британски филм                       | За Саму                        |
| Најбољи британски филм                       | Опростите, мимоишли смо се     |
| Најбољи британски филм                       | Двојица папа                   |
| 2021                                         |                                |
| Најбољи филм                                 | Земља номада                   |
| Најбољи филм                                 | Отац                           |
| Најбољи филм                                 | Мауританац                     |
| Најбољи филм                                 | Жена која обећава              |
| Најбољи филм                                 | Суђење Чикашкој седморици      |
| Најбољи филм ван енглеског говорног подручја | Још једна тура                 |
| Најбољи филм ван енглеског говорног подручја | Драги другови!                 |
| Најбољи филм ван енглеског говорног подручја | Јадници                        |
| Најбољи филм ван енглеског говорног подручја | Минари                         |
| Најбољи филм ван енглеског говорног подручја | Quo Vadis, Aida?               |
| Најбољи британски филм                       | Жена која обећава              |
| Најбољи британски филм                       |                                |
| Најбољи британски филм                       | Велико ископавање              |
| Најбољи британски филм                       | Отац                           |
| Најбољи британски филм                       | Његова кућа                    |
| Најбољи британски филм                       | Лимбо                          |
| Најбољи британски филм                       | Мауританац                     |
| Најбољи британски филм                       | Могул Могли                    |
| Најбољи британски филм                       | Рокс                           |
| Најбољи британски филм                       | Света Мод                      |
| 2022                                         |                                |
| Најбољи филм                                 | Моћ пса                        |
| Најбољи филм                                 | Белфаст                        |
| Најбољи филм                                 | Не гледај горе                 |
| Најбољи филм                                 | Дина                           |
| Најбољи филм                                 | Пица од сладића                |
| Најбољи филм ван енглеског говорног подручја | Повези ме                      |
| Најбољи филм ван енглеског говорног подручја | Божја рука                     |
| Најбољи филм ван енглеског говорног подручја | Паралелне мајке                |
| Најбољи филм ван енглеског говорног подручја |                                |
| Најбољи филм ван енглеског говорног подручја | Најгора особа на свету         |
| Најбољи британски филм                       | Белфаст                        |
| Најбољи британски филм                       | После љубави                   |
| Најбољи британски филм                       | Али и Ава                      |
| Најбољи британски филм                       | Тачка кључања                  |
| Најбољи британски филм                       | Сирано                         |
| Најбољи британски филм                       | Сви причају о Џејмију          |
| Најбољи британски филм                       | Гучијеви                       |
| Најбољи британски филм                       | Последња ноћ у Сохоу           |
| Најбољи британски филм                       | Није време за умирање          |
| Најбољи британски филм                       | Претварање                     |
| 2023                                         |                                |
| Најбољи филм                                 | На западу ништа ново           |
| Најбољи филм                                 | Духови острва                  |
| Најбољи филм                                 | Елвис                          |
| Најбољи филм                                 | Све у исто време               |
| Најбољи филм                                 | Тар                            |
| Најбољи филм ван енглеског говорног подручја | На западу ништа ново           |
| Најбољи филм ван енглеског говорног подручја | Аргентина, 1985.               |
| Најбољи филм ван енглеског говорног подручја |                                |
| Најбољи филм ван енглеског говорног подручја | Двострука превара              |
| Најбољи филм ван енглеског говорног подручја | Тиха девојка                   |
| Најбољи британски филм                       | Духови острва                  |
| Најбољи британски филм                       | После сунца                    |
| Најбољи британски филм                       | Брајан и Чарлс                 |
| Најбољи британски филм                       | Царство светлости              |
| Најбољи британски филм                       | Срећно, Лео Гранде             |
| Најбољи британски филм                       | Живети                         |
| Најбољи британски филм                       | Матилда: Мјузикл               |
| Најбољи британски филм                       | Игра мачке и миша              |
| Најбољи британски филм                       | Пливачице                      |
| Најбољи британски филм                       | Чудо                           |
| 2024                                         |                                |
| Најбољи филм                                 | Опенхајмер                     |
| Најбољи филм                                 | Анатомија пада                 |
| Најбољи филм                                 | Бартонова академија            |
| Најбољи филм                                 | Убиства под цветним месецом    |
| Најбољи филм                                 | Јадна створења                 |
| Најбољи филм ван енглеског говорног подручја | Зона интереса                  |
| Најбољи филм ван енглеског говорног подручја | 20 дана у Мариупољу            |
| Најбољи филм ван енглеског говорног подручја | Анатомија пада                 |
| Најбољи филм ван енглеског говорног подручја | Прошли животи                  |
| Најбољи филм ван енглеског говорног подручја | Друштво снега                  |
| Најбољи британски филм                       | Зона интереса                  |
| Најбољи британски филм                       | Сви ми странци                 |
| Најбољи британски филм                       | Како се креснути               |
| Најбољи британски филм                       | Наполеон                       |
| Најбољи британски филм                       | Стари храст                    |
| Најбољи британски филм                       | Јадна створења                 |
| Најбољи британски филм                       | Рај Лејн                       |
| Најбољи британски филм                       | Солтберн                       |
| Најбољи британски филм                       | Scrapper                       |
| Најбољи британски филм                       | Вонка                          |
| 2025                                         |                                |
| Најбољи филм                                 | Конклава                       |
| Најбољи филм                                 | Анора                          |
| Најбољи филм                                 | Бруталиста                     |
| Најбољи филм                                 | Боб Дилан: Потпуни незнанац    |
| Најбољи филм                                 | Емилија Перез                  |
| Најбољи филм ван енглеског говорног подручја | Емилија Перез                  |
| Најбољи филм ван енглеског говорног подручја | Све што замишљамо као светлост |
| Најбољи филм ван енглеског говорног подручја | Још сам ту                     |
| Најбољи филм ван енглеског говорног подручја | Kneecap                        |
| Најбољи филм ван енглеског говорног подручја | Семе свете смокве              |
| Најбољи британски филм                       | Конклава                       |
| Најбољи британски филм                       | Bird                           |
| Најбољи британски филм                       | Блиц                           |
| Најбољи британски филм                       | Гладијатор 2                   |
| Најбољи британски филм                       | Болне истине                   |
| Најбољи британски филм                       | Kneecap                        |
| Најбољи британски филм                       | Ли                             |
| Најбољи британски филм                       | Љубав и крвопролиће            |
| Најбољи британски филм                       | Претицање                      |
| Најбољи британски филм                       | Волас и Громит: Перната освета |